# Arcidiecéze Samoa-Apia
Arcidiecéze Samoa-Apia je římskokatolická metropolitní arcidiecéze nacházející se na ostrově Samoa.

## Území
Zahrnuje území souostroví Samoa.
Biskupským sídlem je město Apia, kde se nachází hlavní chrám, katedrála Neposkvrněného početí Panny Marie.

### Církevní provincie
- diecéze Samoa-Pago Pago
- misie sui iuris Tokelau

## Historie
Evangelizace ostrova Samoa je spojena s rokem 1845.
Dne 20. srpna 1850 byl brevem Illud sane papeže Pia IX. zřízen z části území apoštolského vikariátu Centrální Oceánie apoštolský vikariát Souostroví Navigátorů.
Dne 4. ledna 1957 byl vikariát přejmenován na Ostrov Samoa a Tokelau.
Dne 21. června 1966 byl vikariát bulou Prophetarum voces papeže Pavla VI. povýšen na diecézi Apia.
Dne 10. srpna 1974 získala diecéze jméno Apia a Tokelau, a 3. prosince 1975 jméno Samoa a Apia.
Dne 10. září 1982 byla diecéze bulou Maiorem ad utilitatem papeže Jana Pavla II. povýšena na metropolitní arcidiecézi Samoa-Apia. Do nové církevní provincie byla zařazena diecéze Samoa-Pago Pago a misie sui iuris Funafuti.
Dne 26. června 1992 byla z části území zřízena misie sui iuris Tokelau a byla zařazena do církevní provincie Samoa-Apia.
Dne 21. března 2003 byla misie Funafuti zařazena do provincie Suva.

## Seznam biskupů
- - sede vacante (1850–1872)
- Aloys Elloy, S.M. (1872–1878)
  - sede vacante (1878–1896)
- Pierre-Jean Broyer, S.M. (1896–1918)
- Joseph Darnand, S.M. (1919–1953)
- Jean Baptiste Dieter, S.M. (1953–1955)
- George Hamilton Pearce, S.M. (1956–1967)
- Pio Taofinu'u, S.M. (1968–2002)
- Alapati Lui Mataeliga (2002–2023)
- Mosese Vitolio Tui, S.D.B. (od 2024)